# Tango Mad (film 1914 Plumb)
Tango Mad è un cortometraggio muto del 1914 diretto da Hay Plumb.

## Trama
Una ragazza promette ai suoi spasimanti di scegliere quello di loro che imparerà a ballare meglio il tango.

## Produzione
Il film fu prodotto dalla Hepworth.

## Distribuzione
Distribuito dalla Hepworth, il film - un cortometraggio di 221 metri - uscì nelle sale cinematografiche britanniche nel gennaio 1914. Nello stesso anno, in febbraio, nel Regno Unito uscì un altro Tango Mad, prodotto dalla Planet.
Si conoscono pochi dati del film che fu distrutto nel 1924 dallo stesso produttore, Cecil M. Hepworth. Fallito, in gravissime difficoltà finanziarie, Hepworth pensò in questo modo di poter almeno recuperare il nitrato d'argento della pellicola.